# 博洛尼亚考古学博物馆

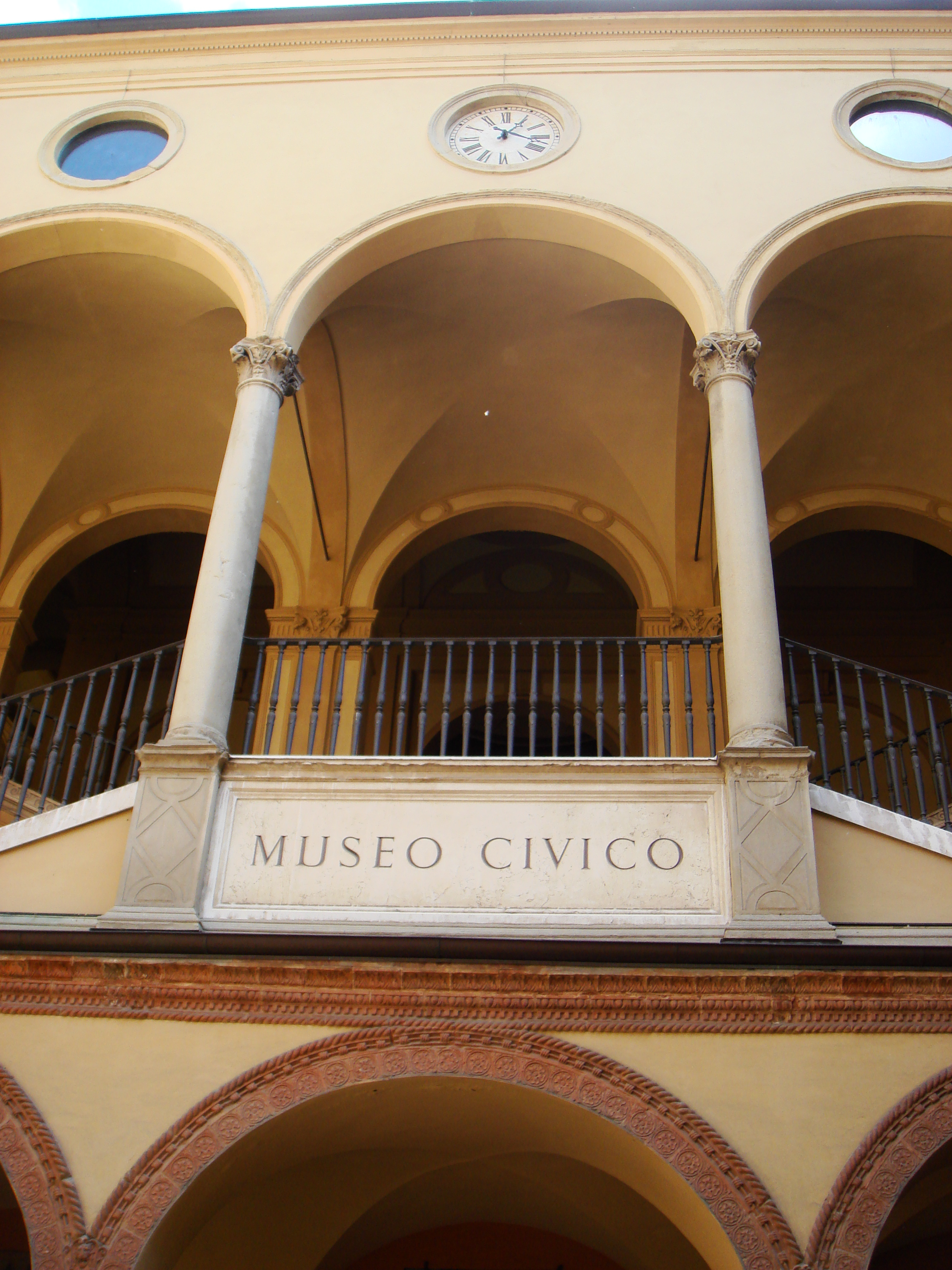
博物馆内院

博洛尼亚考古学博物馆（義大利語：Museo Civico Archeologico di Bologna）位于意大利博洛尼亚的阿奇金纳西奥街（Via dell'Archiginnasio）2号十五世纪的加尔瓦尼宫（Palazzo Galvani）建筑内，曾被称为死亡医院。它成立于1881年9月，由两个独立的博物馆合并：一个属于博洛尼亚大学，是由路易吉·费南多·马西利于1714年创立的科学院古代室的继承人；另一个属于博洛尼亚市，由艺术家佩拉吉奥·帕拉吉的古董收藏（1860 年）以及这一时期博洛尼亚及其周围发掘的大量发现所丰富。
该博物馆是意大利最重要的考古发现之一，是当地史前至罗马时期历史的重要代表。此外，它的古埃及收藏是欧洲最重要的收藏之一。1972 年至 2012 年，博物馆举办了 150 多个展览，重点展示考古学，同时关注艺术。

### 伊特鲁里亚部分

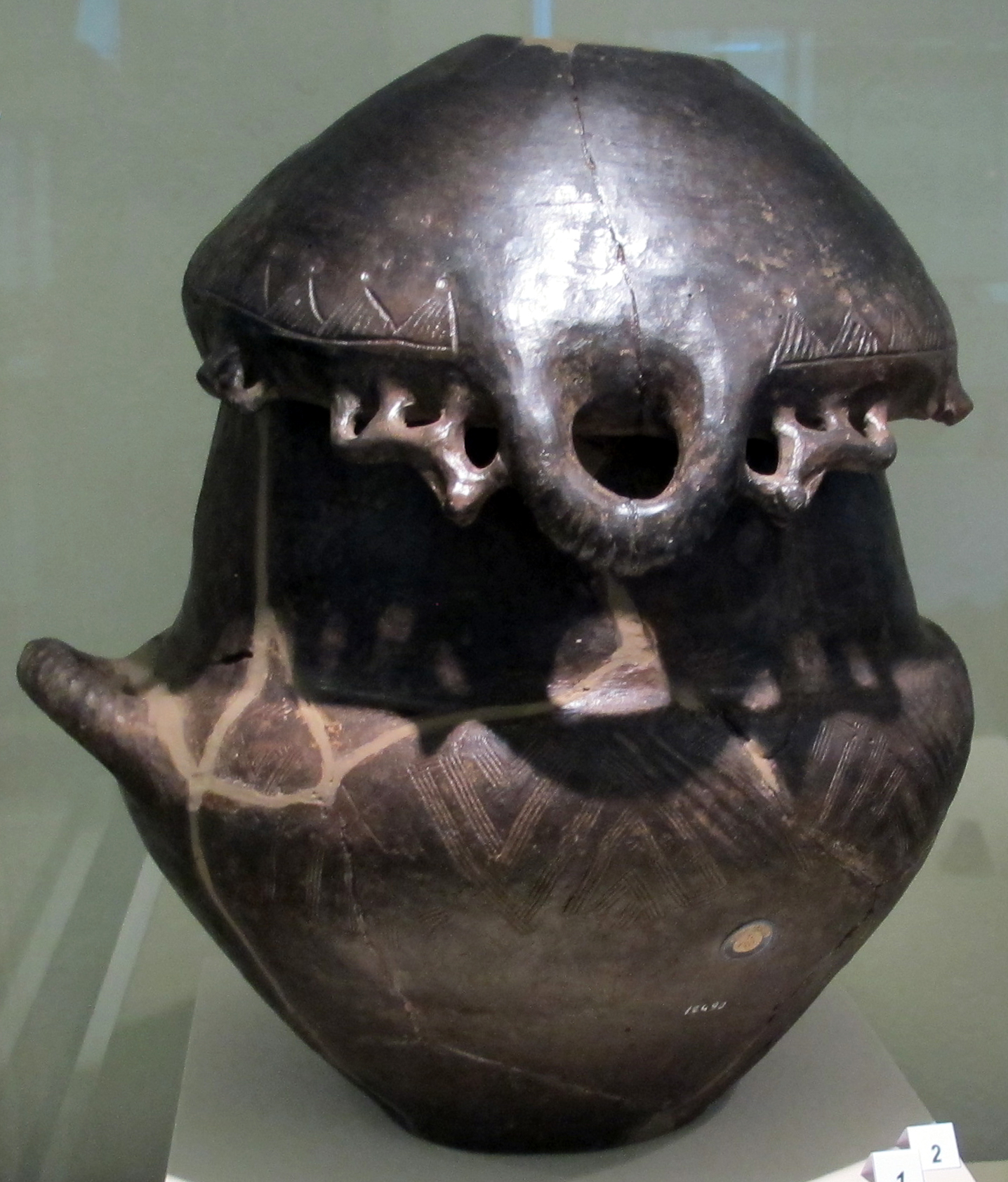

### 希腊收藏

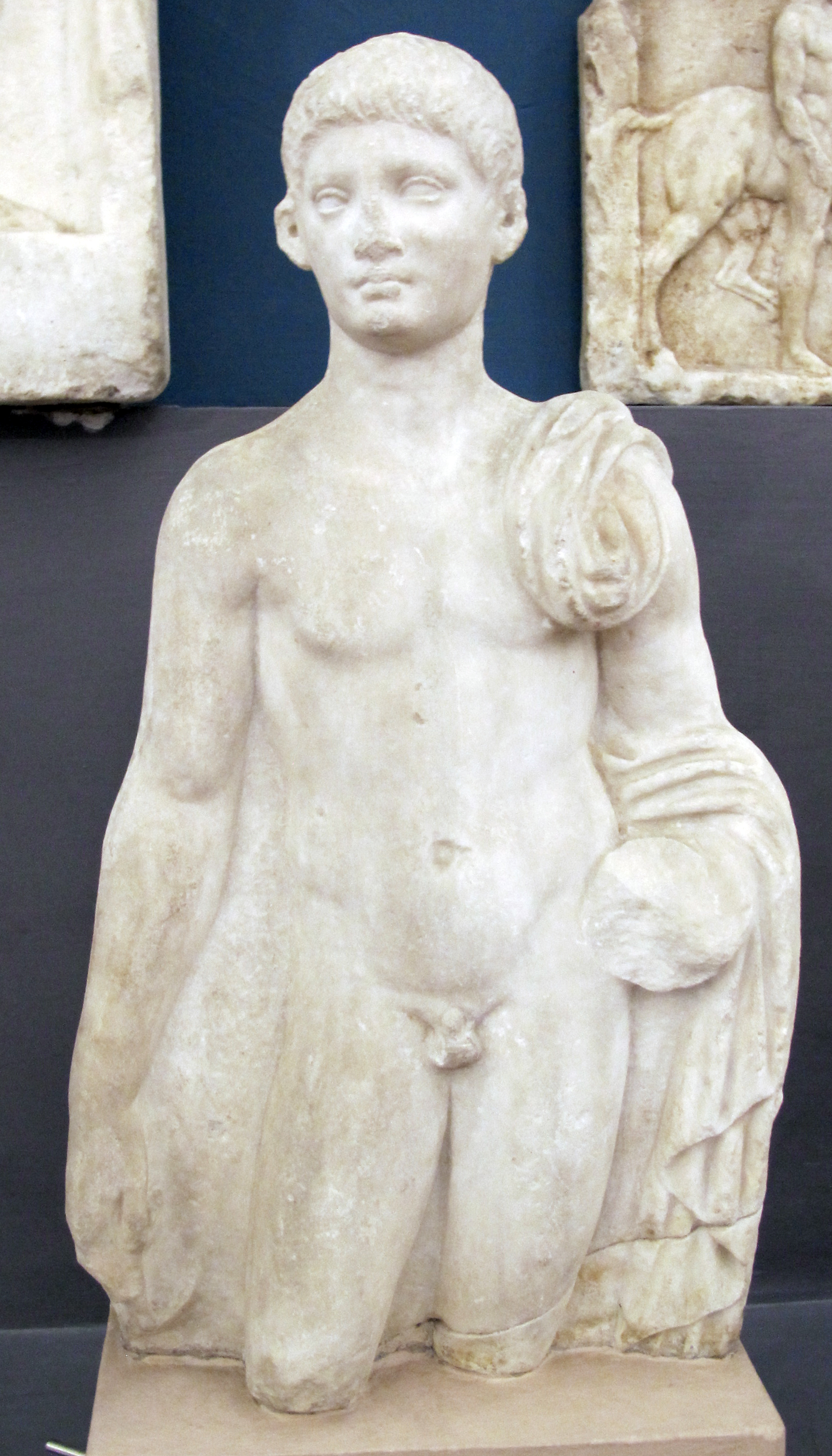

### 埃及收藏

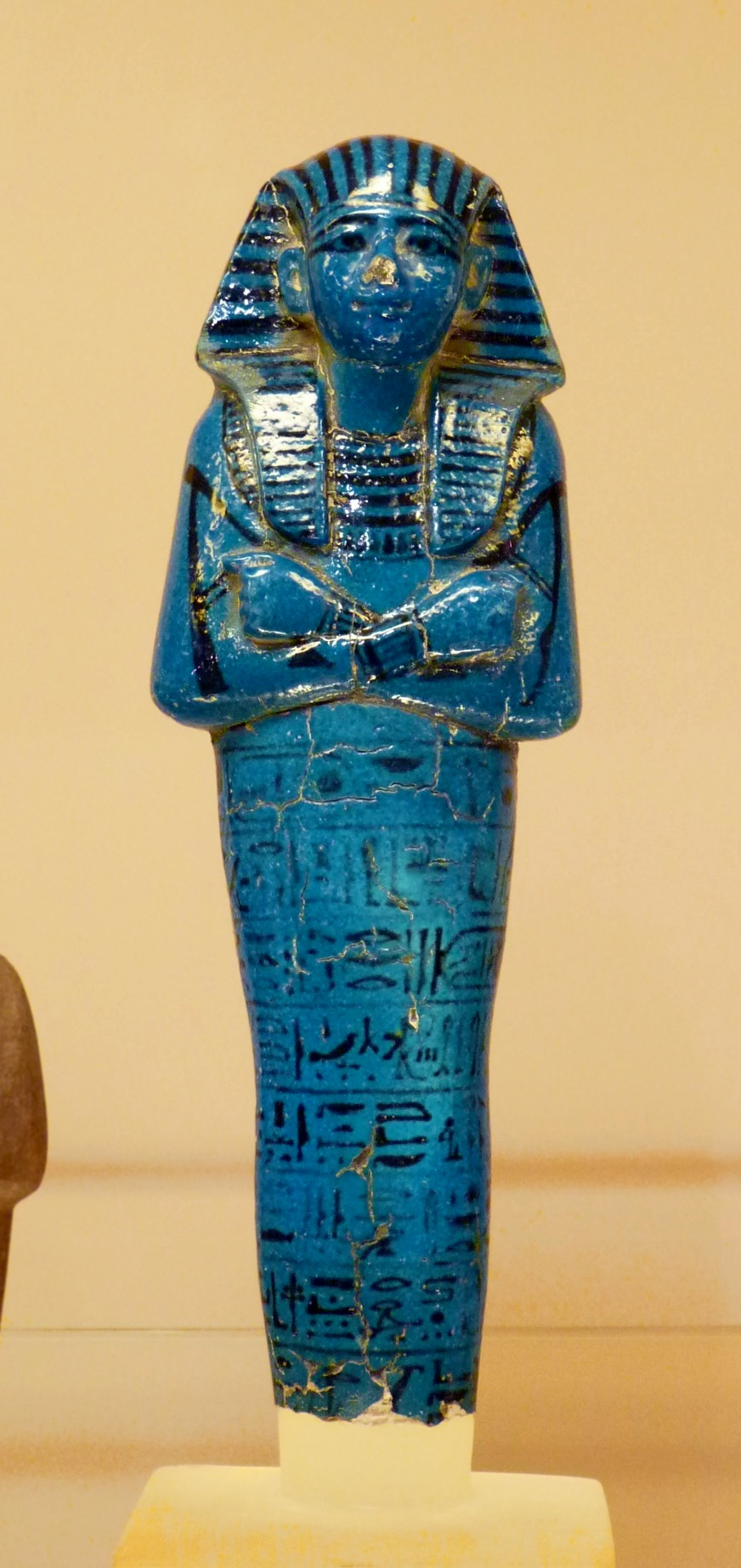